# Helius gibbifer
Helius gibbifer är en tvåvingeart som beskrevs av Evgenyi Nikolayevich Savchenko 1981. Helius gibbifer ingår i släktet Helius och familjen småharkrankar. Inga underarter finns listade i Catalogue of Life.